# Верхньобаканський цементний завод
«Верхньобаканський цементний завод» (рос. Верхнебаканский цементный завод) — російська компанія, виробник цементу в Краснодарському краї. Повне найменування — Відкрите товариство «Верхнебаканский цементный завод».

## Історія
«Верхнебаканский цементный завод» (належить компанії ЗАТ «ИНТЕКО») введено експлуатацію 25 серпня 1965, на базі родовища мергелів в місті Новоросійськ. Верхньобаканський завод є одним містоутворюючих підприємств селища Верхньобаканський. У 2006, перейшов у власність ЗАТ «ИНТЕКО». У 2007 проведено реконструкцію діючого виробництва.

## Реконструкція виробництва
У 2007 ЗАО «ИНТЕКО» провела реконструкцію цементного виробництва на ВБЦЗ. Завод перейшов на сухий спосіб виробництва. Модернізована система аспірації – очищення повітря від шкідливих домішок, створено систему обеспилювания всіх етапів виробництва. Встановлено електрофільтр швейцарського виробництва ELEX AG, який забезпечує очищення виходячого повітря, при цьому вловлюється до 99,97% пилу і повертається в виробничий цикл. На заводі встановлено нова лінія тарування цементу. Виробнича потужність підприємства - 300 тис. тонн цементу на рік. Наразі пильовикиди заводу становлять 20 мг/м³, що відповідає не тільки російським, але й жорсткішим європейським нормативами.

## Продукція
Верхньобаканський завод виробляє сульфатостойкі цементи марок: ССПЦ 400-Д20 і ССПЦ 500-Д20. Продукція відвантажується автомобільним і залізничним транспортом. Є власна служба автопосточання.

## Нова виробнича лінія
Наразі на Верхньобаканському цементному заводі реалізується інвестиційний проект з будівництва нової технологічної лінії сухого способу виробництва потужністю 2,3 млн тонн цементу на рік. Устаткування поставляється компанією FLSmidth (Данія) - найбільшим у світі постачальником технологій для цементної промисловості. Введення нової лінії в експлуатацію намічено на I квартал 2011.